# Ananassalvia
Ananassalvia (Salvia elegans) är en art i familjen kransblommiga växter. Arten förekommer naturligt från centrala Mexiko till Guatemala. Arten är flerårig, men odlas i Sverige som ettårig för sina ananas-doftande blad.

## Sorter
- 'Frieda Dixon' - har laxrosa blommor.
- 'Golden Delicious' - har gulgrönt bladverk och röda blommor.
- 'Honey Melon' - är en låg sort som blir 30–50 cm, med doft som påminner om melon.
- 'Scarlet Pineapple' - (syn. 'Rutilans') 90 cm, har större blommor och rikligare blomning än den vilda typen. Den blommar vanligen vintertid.
- 'Sonoran Red' - har mörkare blommor med lila inslag i tätare blomställningar.

## Synonymer
- Salvia elegans var. sonorensis Fernald
- Salvia incarnata Etl.
- Salvia incarnata Cav. nom. illeg.
- Salvia rutilans Carrière